# Otto II van Gelre
Otto II van Gelre (ca. 1215 — 10 januari 1271), bijgenaamd de Lamme, was graaf van Gelre en Zutphen van 22 oktober 1229 tot zijn dood in 1271. Hij is de zoon van graaf Gerard III van Gelre (ook wel aangeduid als Gerard IV of Gerard V) en Margaretha van Brabant. De graaf had vele bijnamen. Voorbeelden hiervan zijn de Lamme, de Paardenvoet of de Hinkende vanwege zijn klompvoet. Een andere bijnaam was ook wel de Stedenstichter vanwege de vele plaatsen die hij tot stad verhief.

## Familie
Op vijftienjarige leeftijd volgde hij zijn vader Gerard III van Gelre op. Otto regeerde 42 jaar. Otto II trouwde in 1240 met Margaretha van Kleef († 10 september 1251), de dochter van graaf Diederik VI van Kleef en Mechtild van Dinslaken. Zij schonk hem twee dochters:
- Elizabeth († 31 maart 1313, begraven in klooster Gräfrath, trouwde op 17 maart 1249 met graaf Adolf V van Berg (†28 september 1296)
- Margaretha († voor 1286), zij trouwde voor 1262 met graaf Engelram IV van Coucy en Oisy, Vicomte de Meaux (circa 1236 - 1311)

In 1253 trouwde hij met Filippa de Dammartin, dochter van graaf Simon van Dammartin, en werd vader van:
- Reinoud (1255-1326)[6]
- Filippa, gehuwd met Walram van Valkenburg, Monschau en Sittard, zoon van Dirk II van Valkenburg
- Margaretha, gehuwd met graaf Diederik VIII van Kleef.

## Levensloop
Otto II was graaf van Gelre van 1229 tot aan zijn dood. Hij bemiddelde vaak bij vetes in zijn omgeving. Ook werd hijzelf vaak in conflicten betrokken door zijn bezittingen in Westfalen, onder andere met de graven van Ravensberg en Tecklenburg maar ook met de bisschoppen van Münster, Osnabrück en Paderborn.
Om de invloed in de Nederrijnlanden voerde Otto II vele oorlogen met de graven van Kleef en bisschoppen van Utrecht. Zijn aanspraken op Salland moest hij daardoor opgeven.
In 1247 werd Otto II door paus Innocentius IV gevraagd of hij Rooms-koning wilde worden. Hij was de tweede keus, want de hertog van Brabant had de kroon al geweigerd. Hij wees dit aanbod af, omdat dit ambt veel nadeel zou brengen.
Het Klooster 's-Gravendaal werd in 1248 gebouwd op aandringen van zijn vrouw Margaretha van Kleef. De kloosterkerk was het eerste bouwwerk op het kloostercomplex. In hetzelfde jaar kwam de stad Nijmegen in zijn bezit. Otto II liet in 1250 aanvangen met de bouw van de Grote of Sint-Stevenskerk, die pas in 1476 zou worden voltooid. In 1251 werd het lichaam van Margaretha van Kleef bijgezet in de kerk van het Klooster 's-Gravendaal. Vlak voor zijn dood vocht hij nog enkele geschillen met de stad Zutphen uit.
Otto bereikte als bondgenoot van de Hertogen van Brabant en Graven van Holland (van 1261 t/m 1262) een hoge positie in Hertogdom Neder-Lotharingen. Hij verkreeg vele heerlijkheden waaronder Groenlo, Bredevoort en Lichtenvoorde. Zodoende was hij beschermheer van Keulen.

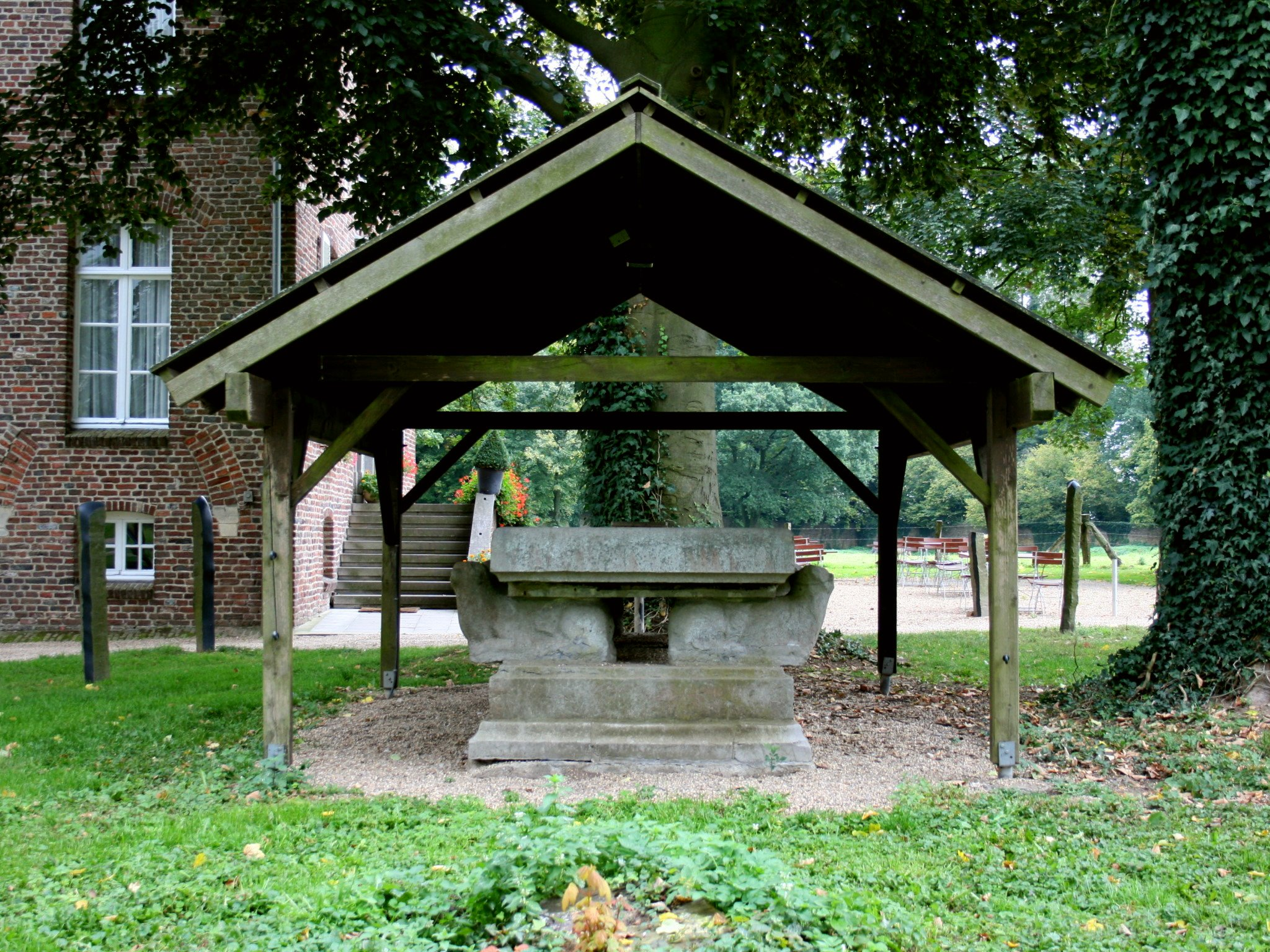
Graftombe van Otto II bij Goch, Asperden op het kloostergoed 's-Gravendaal.

### Voogd van Holland (1263-1266)
Otto II was een goede bondgenoot van Willem II van Holland. Toen deze sneuvelde in een campagne tegen de Friezen in 1256, erfde Floris V van Holland het graafschap Holland. Floris V stond nog onder voogdij van Floris de Voogd (tot 1258) en daarna door Aleid van Holland waarmee Otto II de voogdij bevocht over Holland en Zeeland met andere edelen. Bij de slag bij Reimerswaal op 22 januari 1263 versloeg Otto II zijn rivaal Aleid, waarna hij als voogd werd verkozen. In 1266 werd Floris V meerderjarig op twaalfjarige leeftijd en werd hij in staat geacht om zelf zijn graafschap te regeren.
Een andere bijnaam van Otto is ‘de stedenstichter’. Hij verleende tijdens zijn regeerperiode stadsrechten aan 29 steden, onder meer Geldern (1229), Goch (ca. 1230), Roermond (1231), Harderwijk (1231), Grave (1232), Emmerik (1233), Arnhem (1233), Lochem (1233), Doetinchem (1236), Doesburg (1237), Wageningen (1263) en Montfort (waarschijnlijk in 1263). Omdat Otto onbevoegd was om deze stadsrechten te verlenen zijn al deze stadsrechten in 1310 op de landdag van Speyer vervallen verklaard.  
Otto II werd opgevolgd door zijn zoon Reinoud I. Hij ligt begraven in het Klooster 's-Gravendaal, ook wel "Kloster Graefenthal".

## Voorouders
| Voorouders van Otto II van Gelre | Voorouders van Otto II van Gelre                                           | Voorouders van Otto II van Gelre                                           | Voorouders van Otto II van Gelre                                           | Voorouders van Otto II van Gelre                                           | Voorouders van Otto II van Gelre                                              | Voorouders van Otto II van Gelre                                              | Voorouders van Otto II van Gelre                                           | Voorouders van Otto II van Gelre                                           |
| -------------------------------- | -------------------------------------------------------------------------- | -------------------------------------------------------------------------- | -------------------------------------------------------------------------- | -------------------------------------------------------------------------- | ----------------------------------------------------------------------------- | ----------------------------------------------------------------------------- | -------------------------------------------------------------------------- | -------------------------------------------------------------------------- |
| Overgrootouders                  | Hendrik I van Gelre (1117-1182) ∞ 1186 Agnes van Arnstein (1130-<1179)     | Hendrik I van Gelre (1117-1182) ∞ 1186 Agnes van Arnstein (1130-<1179)     | Otto I van Beieren (1117-1183) ∞ Agnes van Loon (1150–1191)                | Otto I van Beieren (1117-1183) ∞ Agnes van Loon (1150–1191)                | Godfried III van Leuven (1140-1190) ∞ 1155 Margaretha van Limburg (1135-1172) | Godfried III van Leuven (1140-1190) ∞ 1155 Margaretha van Limburg (1135-1172) | Mattheüs I van de Elzas (1138-1173) ∞ 1150 Maria van Boulogne (1136-1182)  | Mattheüs I van de Elzas (1138-1173) ∞ 1150 Maria van Boulogne (1136-1182)  |
| Grootouders                      | Otto I van Gelre (1150-1207) ∞ 1186 Richarda van Beieren (1173-1231)       | Otto I van Gelre (1150-1207) ∞ 1186 Richarda van Beieren (1173-1231)       | Otto I van Gelre (1150-1207) ∞ 1186 Richarda van Beieren (1173-1231)       | Otto I van Gelre (1150-1207) ∞ 1186 Richarda van Beieren (1173-1231)       | Hendrik I van Brabant (1160-1235) ∞ Mathilde van Boulogne (1161–1210)         | Hendrik I van Brabant (1160-1235) ∞ Mathilde van Boulogne (1161–1210)         | Hendrik I van Brabant (1160-1235) ∞ Mathilde van Boulogne (1161–1210)      | Hendrik I van Brabant (1160-1235) ∞ Mathilde van Boulogne (1161–1210)      |
| Ouders                           | Gerard III van Gelre (1185-1229) ∞ 1206 Margaretha van Brabant (1190-1231) | Gerard III van Gelre (1185-1229) ∞ 1206 Margaretha van Brabant (1190-1231) | Gerard III van Gelre (1185-1229) ∞ 1206 Margaretha van Brabant (1190-1231) | Gerard III van Gelre (1185-1229) ∞ 1206 Margaretha van Brabant (1190-1231) | Gerard III van Gelre (1185-1229) ∞ 1206 Margaretha van Brabant (1190-1231)    | Gerard III van Gelre (1185-1229) ∞ 1206 Margaretha van Brabant (1190-1231)    | Gerard III van Gelre (1185-1229) ∞ 1206 Margaretha van Brabant (1190-1231) | Gerard III van Gelre (1185-1229) ∞ 1206 Margaretha van Brabant (1190-1231) |
| Otto II van Gelre (1215-1271)    |                                                                            |                                                                            |                                                                            |                                                                            |                                                                               |                                                                               |                                                                            |                                                                            |